# Pla de les Bruixes
Pla de les Bruixes en lengua catalana (Llano de las brujas en español), es un paraje con restos neolíticos y  que soporta gran número de leyendas de brujería. Está situado en el municipio de Arenys de Munt, Cataluña (España).

## Historia
El lugar denominado actualmente Pla de les Bruixes, es un llano de una altitud de 409 m a caballo entre los municipios de Arenys de Munt y Vallgorguina en la comarca del Maresme, era conocido históricamente como Plana de les Pedres de Bitera en la jurisdicción de la antigua Quadra de Goscons, por el gran número de megalitos que albergaba. A día de hoy todavía pueden apreciarse un par de menhires tumbados, y un espectacular megalito con diversas incisiones rituales del periodo Neolítico, según el historiador local Dr J.M. Pons i Guri.
En prospecciones arqueológicas en la primera década del siglo XXI, en dicho yacimiento, han aparecido elementos del periodo ibérico y romano de gran interés.[cita requerida]

## Leyendas
La leyendas ancestrales recogidas en diversos tratados costumbristas aseguran que las brujas de la zona iniciaban sus rituales bañándose desnudas con el mismísimo diablo en la oscuridad de las aguas del salto Gorg Negre de Gualba (Vallés Oriental), antes de reunirse bajo el resplandor de la luna en dicha catedral megalítica, desde donde aterrorizaban a toda la comarca. La tradición popular también afirma que en las profundidades de una cueva del Pla de les Bruixes un pastorcillo halló una virgen negra que pasó a ser considerada bajo la advocación de Santa María de Goscons, y venerada en la capilla románica de la Força de Goscons (actualmente casa Arquer de Goscons).
- Datos: Q6077162
- Multimedia: Pla de les Bruixes (Arenys de Munt) / Q6077162